# Батарея A23

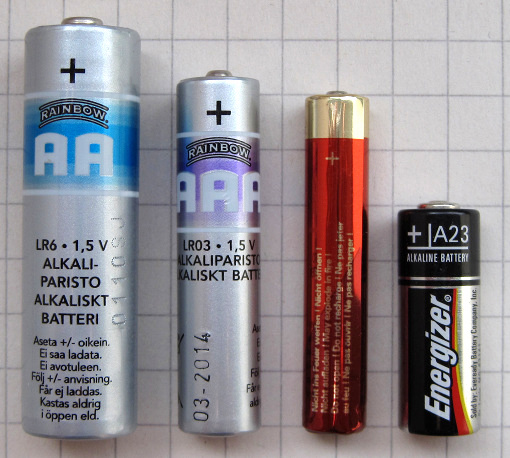
Зліва направо: AA, AAA, AAAA і батарейка A23.

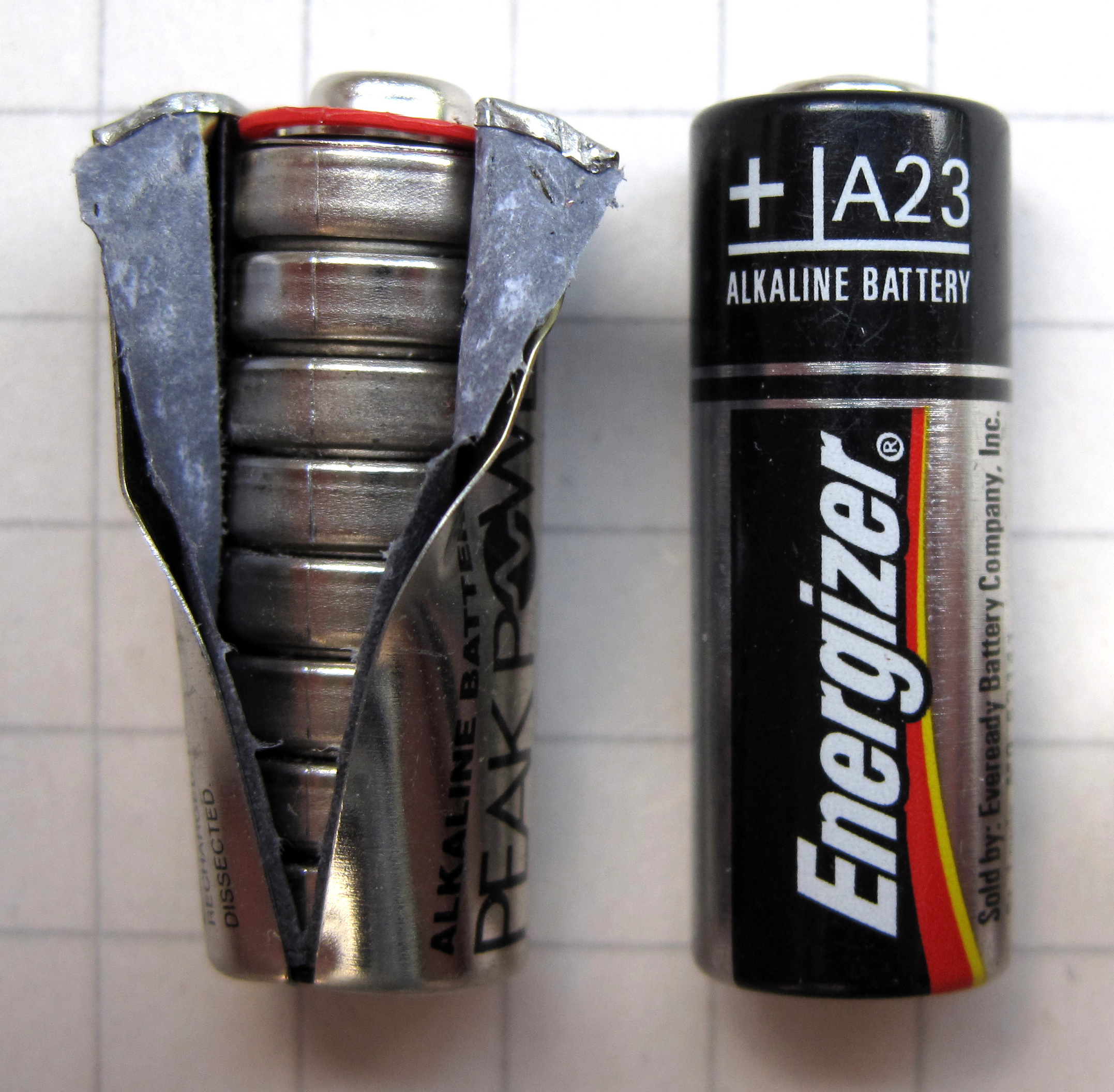
Відкрита А23 батарея, в якій видно елементи LR932, поряд із цілою батареєю.

Батарейка A23 (також відома як 8LR932, 8LR23, ANSI-1181A, 3LR50, LRV08, K23A, MN21, E23A, GP23A, V23GA) — це типорозмір гальванічних джерел живлення. В основному використовується в мініатюрних мобільних пристроях, таких як брелок автосигналізації, безконтактний ключ і т. д.
Батарея A23 циліндрична, менше ніж елемент ААА, має довжину 28,9 мм і діаметр 10,3 мм, вага близько 8 грамів. Батарея А23 зібрана з 8 елементів (зазвичай лужних елементів LR932), її номінальна напруга 12 В, типова ємність 40 мА·год